# Паркер, Альберт, 3-й граф Морли
Альберт Эдмунд Паркер, 3-й граф Морли (англ. Albert Edmund Parker, 3rd Earl of Morley; 11 июня 1843 — 26 февраля 1905) — британский пэр и политик. Он носил титул учтивости — виконт Борингдон с 1843 по 1864 год.

## Происхождение и образование
Родился 11 июня 1843 года. Единственный сын Эдмунда Паркера, 2-го графа Морли (1810—1864), и Гарриет Софии (урожденной Паркер) (1809—1897). Он получил образование в Итонском колледже и Баллиол-колледже в Оксфорде.

## Политическая карьера
Альберт Паркер сменил своего отца на посту 3-го графа Морли в 1864 году и занял свое место на скамье либералов в Палате лордов. Он служил в правительстве под руководством премьер-министра Уильяма Юарта Гладстона в качестве лорда в ожидании с 1868 по 1874 год и заместителя государственного секретаря по вопросам войны с 1880 по 1885 год. В феврале 1886 года он был принят в Тайный совет Великобритании и назначен первым комиссаром по работам, эту должность он занимал только до апреля того же года. Он порвал с Гладстоном из-за ирландского самоуправления и присоединился к либеральным юнионистам . С 1889 по 1905 год лорд Морли был председателем комитетов и заместителем спикера Палаты лордов.
Помимо своей карьеры в национальной политике, лорд Морли был председателем совета графства Девон, мировым судьей и заместителем лорда-лейтенанта Девона. Он также был президентом первого дня Кооперативного конгресса 1886 года.

## Брак и дети
17 июня 1876 года лорд Морли женился на Маргарет Холфорд (? — 9 февраля 1908), старшей дочери Роберта Стейнера Холфорда и Мэри Энн Линдсей. У них было три сына и дочь:
- Эдмунд Роберт Паркер, 4-й граф Морли (19 апреля 1877 — 10 октября 1951), старший сын и преемник отца.
- Капитан Монтегю Браунлоу Паркер, 5-й граф Морли (13 октября 1878 — 28 апреля 1962)
- Леди Мэри Тереза Паркер (13 декабря 1881 — 2 ноября 1932), в 1915 году она вышла замуж за достопочтенного Лайонела Майкла Сент-Обина (1878—1965), от брака с которым у неё было трое детей.
- Достопочтенный Джон Холфорд Паркер (22 июня 1886 — 27 февраля 1955), отец Джона Сент-Обина Паркера, 6-го графа Морли.

Лорд Морли умер в феврале 1905 года в возрасте 61 года, и его титулы унаследовал его старший сын Эдмунд. Леди Морли умерла в 1908 году.